# Abjane
Abjane (perz. ابیانه; ili Abjana) je selo na sjeverozapadu Isfahanske pokrajine u Iranu, oko 38 km istočno od grada Natanza. Selo je jedno od najstarijih kontinuirano naseljenih ruralnih mjesta u zemlji i ima oko 2500 stanovnika. Abjane je poznata po pitoresknoj arhitekturi odnosno višestoljetnim stepeničastim kućama s fasadama od crvene gline, arheološkim nalazištima i građevinama iz starog vijeka, kao i narječju, narodnoj nošnji i običajima koji su se očuvali duže od tisućljeća prvenstveno zahvaljujući izraženoj zemljopisnoj izolaciji. Arhitektonske znamenitosti u Abjani uključuju tri obrambene utvrde, ostatke dvaju zoroastrijskih svetišta, četiri džamije, imamzadu, tri mlina i hamam. Zbog jedinstvenih kulturnih osobina i graditeljskog nasljeđa, selo Abjane se od rujna 2007. godine nalazi se na pristupnom popisu UNESCO-ove Svjetske baštine.

## Etimologija
O etimološkom podrijetlu Abjane postoje dvije pretpostavke: prva je da se toponim temelji na riječi viona (lokalno vej) što označava vrbu, a druga se poziva na prefiks ab- koji na perzijskom jeziku podrazumijeva vodu.

## Zemljopis
Abjane je zemljopisno smješten duboko u planinama Kuh-e Karkasa (dosl. Planina supova) koje su dijelom prostranijeg srednjoiranskog gorja. Ovaj se planinski lanac proteže u smjeru sjeverozapad-jugoistok širinom od 40-ak km, a poprečno je ispresjecan s više manjih rijeka među kojima je i Barz-Rud na sredini čije se doline nalazi Abjane. Nizvodno od sela prema istoku rijeka protječe kroz susjedna naselja Taru, Barz, Komdžan i Jarand. Uzvodni slijev Barz-Ruda omeđen je vrhovima planina Kolddžar (3149 m), Pandže-Ali (3072 m) i Dovhare (2754 m) na sjeveru odnosno Aršad (3182 m) i Dovmilan (2629 m) na jugu, te obuhvaća oko 40 km².
Dio riječne doline uz koju je smješten Abjane poseban je po prostranoj kotlini koja se proteže duljinom od 4 km odnosno širinom od 500 m, a s bočnih strana na nju se nadovezuje niz stalnih potoka što je čini pogodnom za poljoprivredu. Drugi čimbenik koji lokaciju čini jedinstvenom u odnosu na širu okolicu jest sedlasto brdo koje se u odnosu na dolinu izdiže do 120 m i karakteriziraju ga izrazita oker boja crvenih tonova odnosno strme južne litice nad kojima su podignute dvije starovjekovne utvrde, a potom i samo naselje.
Boja brda rezultat je visoke prisutnosti željezovih oksida, a stručnjaci pretpostavljaju da su ležišta metala bila jedan od glavnih razloga drevnog naseljavanja, osobito ako se uzme u obzir blizina arheološkog lokaliteta kod Arismana (~30 km) na kojem je pronađen jedan od najvećih i najstarijih metalurških kompleksa u svijetu. Nadmorska visina Abjane kreće se od 2160 m na istoku do 2320 m kod suvremenog dijela naselja na krajnjem sjeverozapadu. Klima u Abjani ovisno o visini oscilira između hladne stepske (BSk) i snježno-šumske (Dsa): zime su duge i hladne, a ljeta kratka, suha i topla ili čak vruća. Višetjedni sniježni pokrivač učestala je pojava u naselju svake zime.
- Zapadni ogranak doline Barz-Ruda s Abjanom
- Spajanje dolina Barz-Ruda i Rizande
- Potok Rizande i karakteristična crvenica
- Planina Dovmilan južno od Abjane
- Odvojak rijeke Barz-Rud u donjoj Abjani

U administrativnom smislu, Abjane se nalazi na sjeverozapadu Isfahanske pokrajine i pripada općini Barz-Rud u Natanzovom okrugu. Samo naselje dijeli se na pet dijelova:
- Pandže-Ali − sjeverozapadni dio sela smješten u dolini istoimenog potoka; obuhvaća suvremene kuće i hotel.
- Zijarat − zajedno s Pandže-Alijem predstavlja noviji dio sela; obuhvaća Hodžatovu džamiju, osnovnu i srednju školu, parkiralište, te antropološki muzej.
- Pal − sjeverni dio starog naselja; obuhvaća drevnu utvrdu Pal, hram vatre Harpak, te džamije Pahunge i Porzale.
- Josmon − južni dio starog naselja; obuhvaća ab anbar Mian-De i Sabornu džamiju.
- Herde − istočni dio starog naselja; obuhvaća utvrdu Herde, te imamzade Jahje i Ise.

Glavna ulica neprohodna je za automobile, proteže se između Pala i Josmona, relativno je iste nadmorske visine od 2210 m, a nadovezuje se na istočnu i zapadnu asfaltiranu cestu koje spajaju Abjanu s ostatkom zemlje. Od prometnice Natanz-Kašan prema istoku naselje je udaljeno oko 18 km, a zapadna planinska cesta preko Maravanda povezuje ga s Mejmom i Isfahanom. Na sjeveru Abjane nalazi se i helidrom.

## Gospodarstvo
| Abjanski ratar na magarcu |  | Abjanski ratar na magarcu    |
| Abjanski ratar na magarcu |  | Planinska skloništa za stada |

Gospodarstvo Abjane tradicionalno se temeljilo na poljoprivedi sve do konca 20. stoljeća kada primat preuzima turizam. Oranice i voćnjaci prostiru se na oko 2,0 km² i navodnjavani su pomoću sedam glavnih kanala. Za razliku od brojnih drugih iranskih naselja, upotreba kanata u Abjani nije izražena zbog dostupnosti površinskih vode u svim sezonama. U brojnim dolinama manjih potoka koji snabdijevaju Barz-Rud izgrađene su malene brane ili vodospremnici, a podno njih terasasti vrtovi koji su navodnjavani kroz čitavu godinu. Glavni poljoprivredni proizvodi su pšenica, ječam, krumpir, lucerna, te osobito voće uključujući jabuke, šljive, kruške, marelice, bademe i orase. Najrasprostranjenije vrste drveća u okružju Abjane su jasen, topola, platana i vrba (po kojoj je naselje prema nekim teorijama dobilo i ime).
Stočarstvo se prvenstveno zasniva na uzgoju koza, a u manjoj mjeri i ovaca i goveda. Zbog promjenjivih klimatskih uvjeta koji ponekad rezultiraju iznenadnim mećavama, na planinskim pašnjacima nalazi se velik broj ukopanih skloništa za stada i pastire. Abjanci su kroz povijest imali sofisticiran sustav skladištenja hrane koji im je omogućavao monopol na ruralnom tržištu, što je impliciralo bogaćenjem odnosno širenjem abjanskih poljoprivrednih posjeda prema ostatku doline. Komunalna kohezija vrlo je izražena i mještani su tradicionalno privrženi svojim posjedima o čemu svjedoče stroga pravila o zabrani prodaje zemljišta strancima, a prekšitelji istih bivali su izopćeni iz seoske zajednice.
Do 1963. godine i Bijele revolucije, u Abjani su vladale gotovo feudalne razlike između zemljoposjednika i seljaka, no svaki komunalni projekt financirale su sve seoske obitelji i to ravnomjerno prema posjedima. Obrt u Abjani uključuje 30 tkaonica sagova, narodne nošnje i pamučnih papuča (perz. giva). Od 1990-ih godina poljoprivredu i tradicionalne zanate sve više počinju zamjenjivati turizam i srodne uslužne djelatnosti. Godine 1999. na sjeverozapadu Abjane tj. u Pandže-Aliju izgrađen je prvi hotel. 

## Kultura
Kultura u Abjani jedinstvena je u odnosu na većinu ostalih iranskih naselja s obzirom na to da je odlikuju arhitektura, narječje, narodna nošnja i običaji koji su ostali relativno nepromijenjenima još od starog vijeka. Mušku odjeću karakteriziraju vrlo labave crne hlače koje se mogu pronaći i u nekim drugim selima između Kašana i Isfahana, a etnolozi taj modni detalj datiraju u partsko razdoblje (3. st. pr. Kr. − 3. st.) odnosno povezuju ga s konjaničkom odjećom (vidi: Surena). Žene nose duge nabrane suknje i bluze atraktivnih boja s dugim prorezima sa strane, nerijetko i s čipkama duž rubova. Presavijene kvadratične marame koje se nose preko kose najčešće su bijele boje sa šarenim cvjetnim uzorcima. Razni primjeri narodne nošnje čuvaju se u antropološkom muzeju u Zijaratu na zapadu Abjane. U istom dijelu naselja aktivne su osnovna škola Danešvari i opća srednja škola.
Pismenost u selu još je 1960-ih godina bila relativno visoka u odnosu na druga ruralna naselja, a velika pozornost tradicionalno se pridaje i obrazovanju žena koje imaju identičan društveni status kao muškarci. Prosječna dob prilikom udaje iznosi 30 godina što je iznad državnog prosjeka, a parovi nikad nisu imali više od troje djece. Ova se praksa dovodi u vezu s konzervativnim seoskim pravilima o imovinsko-pravnim odnosima. Poligamija u Abjani nikad nije prakticirana, a stopa rastava bila je niska zbog pravila da rastavljenoj ženi pripada 2/3 obiteljskog imetka. Abjanske žene kroz povijest su se bavile i raznim vrstama obrta među kojima je najpoznatija izrada pamučnih papuča. 
- Nahl, simbolični drveni sanduk koji se nosi selom prilikom festivala
- Abjanska šarena narodna nošnja izložena na otvorenom
- Ženska bijela marama s cvjetnim uzorcima (Antropološki muzej)
- Muške široke hlače povezuju se s drevnom konjaničkom odjećom
- Ulazna vrata s kucalicama različitog zvuka; desnim za muškarce i lijevim za žene

Brojni zadržani običaji poput seoskih festivala svjedoče da se potpuni prelazak s drevnog zoroastrizma na islam odigrao relativno kasno tj. koncem srednjeg vijeka. Jedan od takvih primjera su molitve prilikom pogreba i ramazanskog bajrama − danas se prakticiraju u smjeru Meke, no sve do početka 20. stoljeća prakticirane su smjeru izlaska Sunca. Abjanci su dugo vremena izbjegavali gusul, islamski obred pranja mrtvog tijela prije ukopa, a ta se praksa povezuje sa zoroastrijskim načelom o zabrani prljanja vode kao svetog elementa. Jezikoslovci koji su 1969. godine istraživali abjansko narječje zabilježili su da u selu uopće nije ni postojalo groblje već bi mrtve slali na pokop u Kom ili Kašan. U Abjani su prisutni i tragovi važnog zoroastrijskog obreda darivanja hrane i pića (perz. kajrat) dušama mrtvih − nakon svakoga pokopa hrana se i dan danas na petak navečer daruje ožalošćenim siromašnim obiteljima, isto kao za vrijeme islamskog svetog mjeseca Muharema ili Ramazana. Ožalošćene obitelji tijekom Muharema i Novruza u kuću postavljaju kazane s užarenim ugljenom što se također povezuje s drevnim običajem prilikom zoroastrijskog Dušnog dana (perz. Hamaspathmaidjem).
Dva najvažnija festivala održavaju se prilikom blagdana Tasue i Ašure kada selom prolazi povorka s nahlom, ukrašenim drvenim sandukom koji simbolizira mrtvački kovčeg imama Huseina. Novruz, iranska Nova godina, slavi se tri dana tijekom kojih obitelji postavljaju svečan stolnjak (perz. sofre) s hranom i obrednim predmetima. Drevni blagdan Čaharšanbe-Suri koji označava posljednju srijedu u godini obilježava se na krovovima prolijevanjem vrčeva vode na krijesove. Pet dopunskih dana koji su nakon Ardaširove reforme iz 230-ih pridodani iranskom kalendaru s ciljem usklađivanja solarne godine u Abjani se dodaju na kraju 11. mjeseca (Bahman), za razliku od ostatka zemlje gdje se dodaju krajem 12. mjeseca (Esfand).

### Jezik
Zbog zemljopisne izolacije u selu se govori jedinstvenim abjanskim narječjem koje dijeli određene sličnosti s drugim narječjima u selima oko Kašana (tzv. središnja narječja), ali i određene elemente karakteristične za srednju epohu razvoja perzijskog jezika odnosno sasanidsko razdoblje (3. − 7. st.). Fonološki, abjansko narječje pokazuje opće značajke sjeverozapadnih iranskih jezika: npr. b- za izvorno dv- (bar ⇒ vrata), zadržalo je početno v- (varg ⇒ vuk) i usneni glas u izvornom sṷ (avest. sp; stperz. s; npr. ešpeš ⇒ uš), ima z za ie. ĝ odnosno stiran. z i stperz. d (az ⇒ ja), itd. Samoglasni sustav sastoji se od glasova e, o, ö, a, ā, u, ü i i. Suglasnici abjanskog odgovaraju onima u perzijskom jeziku. Međutim, glotalno ḥ koje se javlja u određenim kašanskim narječjima kao i interdentalni suglasnici s i z karakteristični za kašanski hebrejski nisu prisutni u abjanskom narječju.

### Arhitektura
Arhitekturu u Abjani karakteriziraju kaskadne građevine poslagane na strmoj litici brda odnosno izrazita oker boja crvenih tonova zbog koje je naselje potpuno kamuflirano u okoliš. Najstarije abjanske zgrade građene su na najstrmijem dijelu brda (oko 40%; 20°) koje se spušta prema jugu i njihovi ravni krovovi služili su kao dvorišta ili ulice gornjim zgradama što je urbanistički fenomen koji se u Iranu javlja još samo kod sela Masule u Gilanu odnosno Tangisara i Palangana u Kurdistanskoj pokrajini. Crveni tonovi fasada rezultat su korištenja ćerpiča s visokom prisutnosti željezovih oksida, a ostali tradicionalni građevinski materijali uključuju slamu i drvo. Tipična abjanska obiteljska kuća sastoji se od 2-3 etaže, ima balkone i rešetkaste drvene prozore, a južnim pročeljem dominira prostrani ajvan. Donja etaža koristi se kao spremište i radionica, a gornje za stanovanje. Stepenice se ne koriste ni kod najviših objekata jer se etažama prilazi s prirodne strmine brda. Posebnu pozornost u Abjani se pridavalo oblikovanju portala i ulaznih vrata, a brojna među njima sadrže rezbarije s datumom izrade. Većina njih oblikovana je tijekom safavidskog (16. − 18. st.) i afšaridskog razdoblja (18. st.), dok su najstarija izrađena 1142. godine. Jedan od umjetničkih detalja na svim vratima su dvije kucalice različitog zvuka − desna za muškarce i lijeva za žene. Osim obiteljskih kuća, arhitektonski spomenici u Abjani uključuju tri obrambene utvrde, ostatke dvaju zoroastrijskih svetišta, četiri džamije, imamzadu, tri mlina i hamam.
- Tipična kuća
- Glavna ulica
- Segmentne kupole
- Detalj ćerpiča
- Ab anbar Mian-De

Zoroastrijska svetišta i džamije
U središtu Abjane nalaze se ostaci zoroastrijskog hrama vatre Harpaka kojeg se datira u sasanidsko razdoblje (3. − 7. st.). Hram je građen u dvije etape na relativno strmoj padini i sastojao se od tri etaže. Donji dijelovi građevine izgrađeni su u 5. stoljeću i djelomično su očuvani, dok su gornji dodani dva stoljeća kasnije i danas postoje isključivo u tragovima. Prostorije Harpaka bile su tlocrtno organizirane po kvadratnom rasteru i oblikovane su kao čahartak (4-lučna struktura) s kupolom. Hram je kasnije prenamijenjen i nadograđen kao kuća, a njegovom središnjom etažom na kojoj se nekad nalazio oltar vatre danas prolazi glavna abjanska ulica. Ostaci jedne od komora sa skeletom čahartaka i kupolom danas su prepoznatljivi s obzirom na to da su građeni od kamena, dok su nadograđeni elementi isključivo od opeke i ćerpiča. Drugo zoroastrijsko svetište nalazilo se na suprotnoj strani doline Barz-Ruda odnosno podno kanjona potoka Rizande u kojem se nalazi nekoliko spilja. Jedna od većih pregrađena je zidom i sadrži nišu u kojoj se čuvala vatra. Nakon islamizacije svetište je nadograđeno u malenu džamiju i posvećeno Bibi Hadžar Hatun, kćeri sedmog šijitskog imama Muse al-Kazima. Iako su određeni stručnjaci prodiranje islama datirali u vrijeme vladavine safavidskog šaha Ismaila I. (1501. − 1524.), relikti iz 11. stoljeća pronađeni u najstarijoj džamiji svjedoče da se ono zapravo odigralo stoljećima ranije. Diljem Abjane i okolice nalazi se 11 manjih džamija od kojih su od veće povijesne važnosti Porzade i Hodžatova džamija. Obje se datiraju u safavidsko razdoblje (16. − 18. st.), prva je djelomično nadograđena u 19. stoljeću, a druga je korištena kao lječilište.
- Rekonstrukcija hrama vatre Harpak
- Današnje nadograđeno stanje Harpaka
- Ostaci spiralne kupole i čahartaka
- Džamija Porzade
- Svetište Bibi Hadžar Hatun

Saborna džamija i imamzade
Saborna džamija u Abjani datira se u seldžučko razdoblje (11. − 12. st.) i karakteriziraju je slabo ukrašene vanjske fasade odnosno bogato oblikovan interijer i unutrašnje dvorište. Na zapadnom ulaznom portalu nalaze se drvena vrata ukrašena cvjetnim ornamentima i kaligrafijom. Vrata je 1933. godine izradio Safar Ali Bigdeli, zamijenivši pritom izvorne srednjovjekovne elemente koji se danas čuvaju u podrumu. Saborna džamija sastoji se od dvije molitvene dvorane: starija je smještena ispod novih prostorija i sadrži mihrab dimenzija 2,0 x 1,1 m na kojem su urezani stihovi iz Kurana i kufski ornamenti. Na mihrabu kojeg je naručio Abu Džafar Muhamed (r. Ali) urezana je i godina izrade (477. AP; 1084./1085. AD) što ga čini najstarijim drvenim mihrabom u Iranu odnosno jedinim iz seldžučkog razdoblja (11. − 12. st.). Druga relikvija iz ovog razdoblja je drvena govornica izrađena 466. AP (1073./1074. AD) odnosno obnovljena 722. AP (1322. AD) od strane majstora Mavlane Eza al-Dina (r. Muhamed Baha al-Din). Nova dvorana je tlocrtnih dimenzija od 12 x 6 m i nad njom se nalazi veliki otvor. Dvorištem džamije dominira bazen natkriven biljnom nadstrešnicom, a prema jugu je otvoren verandom s koje se pruža puni panoramski pogled na dolinu Barz-Ruda. Istočno od Saborne džamije nalazi se i imamzade u kojoj su prema vjerovanju pokopani Jahja i Isa, sinovi sedmog šijitskog imama Muse al-Kazima. Nad kupolom imamzade podignut je visok piramidalni krov s oktogonalnom bazom. Obložen je prvenstveno tirkiznim pločicama, dok su za geometrijske motive korištene žute, bijele i plave pločice.
Abjanska Saborna džamija:
- Portal
- Bazen
- Sjeverno pročelje
- Dvorište i kupola
- Veranda

Utvrde
Oko Abjane nalaze se i ruševine triju utvrde koje su međusobno udaljene oko pola kilometra:
- Utvrda Herde − datira se u sasanidsko razdoblje (3. − 7. st.) i jedna je od najstarijih građevina u naselju, a izgrađena je nad gotovo vertikalnim liticama sjevernog brda i ima tlocrtne dimenzije od 50 x 15 m.
- Utvrda Pal − izgrađena je tijekom srednjeg vijeka kao sklonište od potencijalnih napada, tlocrtnih je dimenzija od 50 x 15 m i ima dvije kružne kule.
- Utvrda Harmane − nalazi se južno od Barz-Ruda i izgrađena je oko 1800. g. (kadžarsko razdoblje), ima tlocrtne dimenzije od 90 x 60 m i opasana je s četiri ugaone kule, a pristupa joj se sa sjeverne strane.

Godine 2005. kod starovjekovnih ruševina započela su opsežna arheološka istraživanja prilikom čega je iskopano sasanidsko naselje koje se prostire na području od 600 x 300 m.

## Poveznice
- Isfahanska pokrajina

## Vanjske poveznice
- (perz.) Službene stranice Abjane  Arhivirana inačica izvorne stranice od 19. svibnja 2017. (Wayback Machine)

Sestrinski projekti
|  | Zajednički poslužitelj ima još gradiva o temi Abjane |